# Bent (singolo)
Bent è un singolo discografico del gruppo musicale statunitense Matchbox Twenty, pubblicato nel 2000 ed estratto dal loro secondo album in studio Mad Season.

## Tracce
- CD/7"/Cassetta (USA)

1. Bent – 4:17
2. Push (acoustic) – 4:21

- CD (UK/Australia/Giappone)

1. Bent – 4:16
2. Don't Let Me Down (live from Australia) – 4:11
3. Busted (live from Australia) – 4:33

- CD (Europa)

1. Bent – 4:19
2. Don't Let Me Down (live from Australia) – 4:16

## Video
Il videoclip della canzone è stato diretto da Pedro Romhanyi.

## Formazione
- Rob Thomas – voce
- Kyle Cook – chitarra, cori
- Adam Gaynor – chitarra, cori
- Brian Yale – basso
- Paul Doucette – batteria

## Classifiche
| Classifica (2000) | Posizione raggiunta |
| ----------------- | ------------------- |
| Stati Uniti       | 1                   |